# 美國第一志願騎兵團
美國第一志願騎兵團，又稱：“莽騎兵軍團”（Rough Riders）。它是1898年美西戰爭期間由志願者組建的軍隊，這支軍隊在美西戰爭中發揮了重要作用。第一任指揮官是雷納德·伍德，第二任指揮官是後來的第26任美國總統西奧多·羅斯福。

## 組建軍團的背景
1898年2月15日哈瓦那的緬因號戰艦事件引發了美西戰爭，美國在南北戰爭結束之後的30多年期間沒有經歷過戰事，其陸軍規模不足、人員缺乏且管理混亂，因此威廉·麦金莱總統希望能迅速組建一支强大的地面作戰部隊，以應付與西班牙的作戰。最初組建部隊的兵源集中於新墨西哥州、亞利桑那州、俄克拉荷馬州等印第安人居住的地區。當時的西奧多·羅斯福身爲海軍部長助理，他被委派為軍團負責人之後，又吸收了來自德克薩斯州以及常春藤盟校、歡樂合唱團等其他方面的人員。隨著與西班牙戰事的消息不斷傳開，越來越多的志願者參與了這隻徵召部隊，這其中不乏牛仔、淘金者、獵人甚至賭徒，除此之外還有警察和退伍軍人，退伍軍人則希望發揮他們過去的經驗以訓練和組織這隻新軍隊。羅納德·伍德被任命爲上校，羅斯福被任命爲中校。

## 古巴戰役
1898年5月29日，1000多名莽騎兵軍團在佛羅里達坦帕集結，這支軍隊以騎兵為建制，1200多匹戰馬也隨之來到集結地，但是由於華府催戰急迫，軍隊等不及輜重全部齊備便不得不動身，爲此除了携帶少數戰馬之外，大部分戰馬都留在了坦帕，因此莽騎兵軍團是以步兵方式開赴前綫。除了莽騎兵軍團之外，參戰的還有美國第一騎兵團、第十騎兵團。在威廉·沙夫特少將的率領下，6月23日美軍在古巴的戴葵里海岸登陸。

### 拉斯瓜西馬斯之戰
6月25日上午，古巴戰役的第一個戰鬥打響。與遠道而來的美軍相比，西班牙軍隊熟悉地形地勢，而且使用的子彈是無烟火藥，在叢林中射擊很難被美軍發現位置。但是在莽騎兵軍團的强大攻勢之下，西班牙軍隊防綫不得不後撤，與此同時，美軍正規軍在萨缪尔·杨將軍的指揮下，用哈其開斯大炮向敵軍陣地轟擊。而莽騎兵軍團在伍德上校和羅斯福中校的帶領下，在叢林密佈的陡峭山坡前進，後來西奧多·羅斯福回憶道：“許多人在前一天的行軍中感到腿脚酸痛、身體疲憊，發現攀登這個山头太難了，不是丢了裝備就是掉了隊，最後，我們只能以不到500人的兵力投入戰鬥。”激戰中，由於誤傳伍德上校陣亡，於是羅斯福一度以上校身份接替指揮。這場戰鬥持續了一個半小時，莽騎兵軍團陣亡8人，負傷31人。
戰鬥結束後，美軍占領了這個控制通往聖地亞哥要道上的據點，沙夫特少將讓士兵們及時休整，以等待後續軍援。在休整期間，軍隊中不少人紛紛染疾，有些士兵爲此而喪生。高級將領約瑟夫·惠勒也染疾倒下，伍德升爲準將接替其指揮，而羅斯福則晉升爲莽騎兵軍團的上校。

### 聖胡安高地之戰
聖胡安高地被另外一座高地和水塘隔開，這種地理位置構成了聖胡安高地的防綫。西班牙軍隊將領阿爾塞尼奧·利納雷斯事前在聖胡安高地部署了760名士兵以抵禦美軍的進攻，但是卻把10000名預備隊留守在聖地亞哥市。7月1日，戰鬥打響之後，美西兩軍開始互射大炮，羅斯福帶領莽騎兵軍團來到山脚下，藉著河岸與草叢做掩護慢慢爬向高地，後來羅斯福認爲攻擊速度太慢，於是下令全力進攻，約翰·H·帕克中尉指揮的三門機槍向山頂上的西班牙守軍發射了大約18000發子彈，壓制住了守軍的火力，支援了衝鋒。儘管傷亡慘重，在經過一個小時激戰之後美軍攻下了全部高地。之後西班牙軍隊對高地的反擊也被迅速部署在高地上的火炮擊潰。這次攻擊是莽騎兵全團與正規軍聯合行動，在這次行動中，後來成爲一戰歐洲戰場遠征軍總司令的約翰·潘興上尉表現突出，事後得到了嘉獎。
“聖胡安高地戰”被列爲美國軍事史的一個經典戰例。

### 聖地亞哥圍困戰
7月3日控制了聖胡安高地制高點的美軍，開始了對聖地亞哥的合圍并炮轟聖地亞哥港灣的西班牙艦隊，迫使西班牙艦隊撤出了港灣。聖地亞哥的圍困戰持續到7月17日，最後聖地亞哥的西班牙軍隊向美軍投降，8月12日西班牙政府與美國政府達成協議，西班牙撤出古巴、波多黎各、關島以及菲律賓等西班牙所屬殖民地，美西戰爭宣告結束。

## 戰爭之後
古巴戰役結束後，8月14日莽騎兵軍團回到了美國紐約長島的蒙托克，在古巴作戰期間，很多軍人染上了瘧疾（當時被稱爲：“古巴熱病”），除了瘧疾之外，還有其他的黃熱病、痢疾等其他熱帶疾病，有些人因染疫死在古巴，染疫回到美國之後的軍人在醫院照料之下，大多數人都恢復了健康。
1898年9月15日，經過一個月休整之後，這隻在美西戰爭中為美國做出了傑出貢獻的志願軍團正式解散，軍團所有的裝備都移交給了美國政府。在遣散儀式上，羅斯福發表了簡短講話稱贊了莽騎兵軍團的戰士們，稱他們為英雄，并為他們感到驕傲。
1899年的美西戰爭周年之際，在當時尚未加入美利堅合衆國的新墨西哥州的拉斯維加斯的廣場酒店舉辦了莽騎兵軍團的第一次戰友聚會，當時的紐約州州長西奧多·羅斯福出席了這次聚會，他説：“你們這些莽騎兵軍團的人大都來自西南地區，我永遠銘記衝上聖胡安高地的勇士們……，如果新墨西哥想要成爲美國的一個聯邦州，我將儘我所能游説華府”。

## 大衆文化

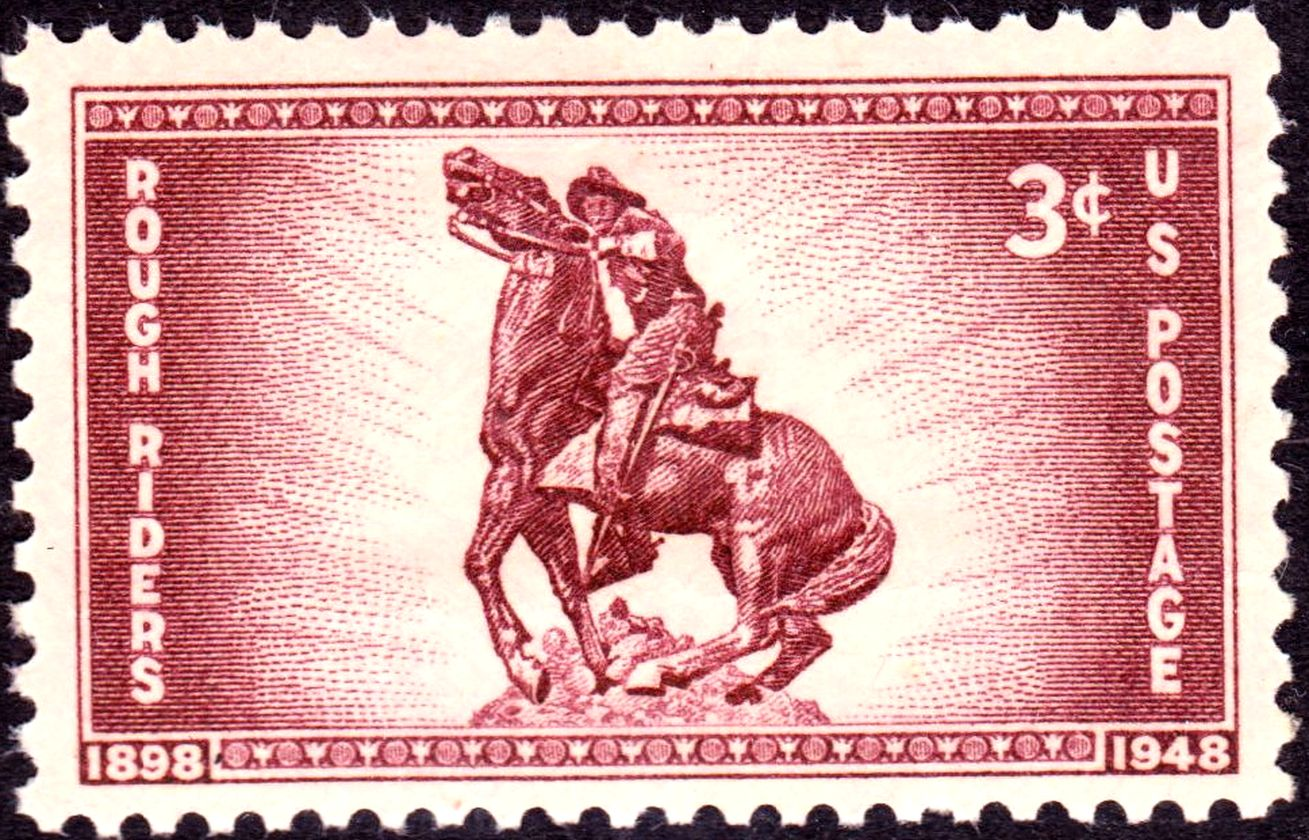
1948年發行的莽騎兵軍團50周年紀念郵票

- 莽騎兵軍團的傳奇故事成爲了美國西部地區的文化之一，當年志願者們聚集的聖安東尼奧市的蒙格爾酒店（英语：Menger Hotel）的酒吧至今仍在營業，酒吧間内陳列著西奧多·羅斯福和其他軍人穿著過的軍服，這些都勾起了人們對莽騎兵軍團的回憶。

- 莽騎兵軍團的形象也成爲了“西部牛仔秀（英语：Wild West shows）”的一個重要内容。西奧多·羅斯福本人也不惜餘力地推廣莽騎兵軍團文化，他甚至邀請了威廉·弗雷德里克·科迪（水牛比爾）一起助陣，莽騎兵軍團形象與西部牛仔緊密地聯係在一起，使“牛仔文化”在美國西部扎下根來。

- 1927年由小诺亚·勃利（英语：Noah Beery）、玛丽·阿斯特主演的《軍號的召喚（英语：The Rough Riders (film)）》將莽騎兵軍團的故事第一次搬上了銀幕。

- 1997年長達三個小時的電視劇《莽騎兵軍團（英语：Rough Riders (miniseries)）》再現了軍團的組建以及古巴戰役的歷史畫面。

## 外部鏈接
- 電視劇《莽騎兵軍團》YouTube視頻（上） （页面存档备份，存于）
- 電視劇《莽騎兵軍團》YouTube視頻（下） （页面存档备份，存于）